# カイロネイア
カイローネイア（古代ギリシア語: Χαιρώνεια / Khairṓneia）は、古代ギリシャのボイオーティアにあった都市国家。長音を省きカイロネイアとも表記される。テーバイの北方に位置し、カイロネイアの戦い（紀元前338年）の舞台となったことで知られる。
現代ギリシャ語ではヘロニア（Χαιρώνεια / Chairóneia）と呼ばれ、ギリシャ共和国中央ギリシャ地方リヴァディア市に属する集落および一地区である。

## 地理
ヘロニア（カイロネイア）の集落はリヴァディア市の北部に位置し、リヴァディアの中心市街からは丘陵を隔てて北北西へ約7kmの距離にある。また、デルフィ（古名: デルポイ）からは東へ約31km、ティーヴァ（古名: テーバイ）からは北西へ約46km、ラミアから南東へ約58kmの距離に位置する。
古代ボイオーティア（現代のヴィオティア県）を貫くキフィソス川に沿った谷にある町である。キフィソス川沿いの谷は、ティーヴァ（テーバイ）から北方のテッサリア方面に向かう交通路にあたる。現代でも、自動車道や鉄道がヘロニア（カイロネイア）を通過している。

## 歴史

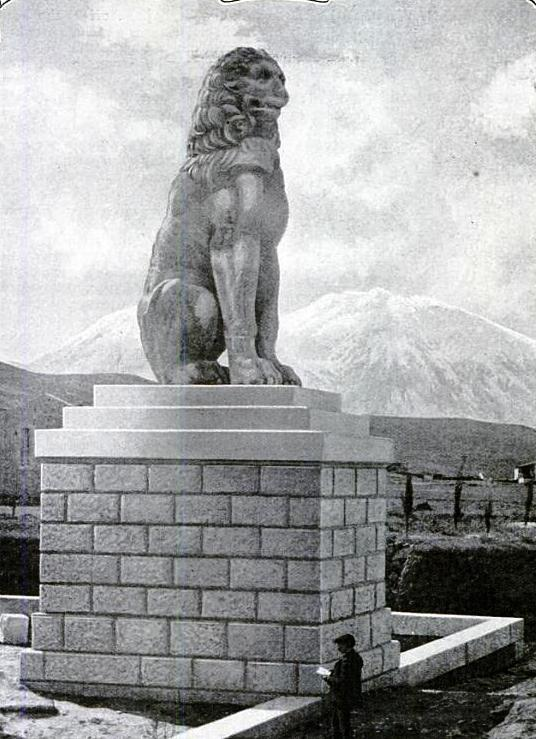
カイロネイアのライオン（1914年）

### 古代ギリシャ
この地での人々の営みは先史時代にさかのぼり、現在 Magoula Balomenou （Μαγούλα Μπαλωμένου）とよばれる場所に遺跡がある。紀元前600年頃には、カイロネイアはボイオーティア同盟の一角を占めたオルコメノス（現代音: オルホメノス）に属していた。紀元前5世紀の終わりには、ボイオーティアを構成する11の都市のひとつとしてカイロネイアが記録されている。
紀元前338年には、ピリッポス2世率いるマケドニア軍と、アテナイ・テーバイ連合軍によるカイロネイアの戦いの舞台となった。この戦いでは、ピリッポス2世の子であるアレクサンドロス（のちのアレクサンドロス大王）が初陣を飾るとともに、テーバイの精鋭である神聖隊が壊滅し、マケドニアによるギリシャの覇権を決定づけた。カイロネイアはマケドニア軍によって占領された。

### 古代ローマ
ポントス王ミトリダテス6世と共和政ローマが戦った第一次ミトリダテス戦争中の紀元前68年、カイロネイアはポントスの将軍アルケラオスに占領される。カイロネイア近郊でアルケラオス率いるポントス軍はルキウス・コルネリウス・スッラ率いるローマ軍と戦い、アルケラオスは敗北した。
カイロネイアは、『対比列伝』（英雄伝）で知られる帝政ローマ時代の著述家・プルタルコス（46年ごろ - 127年ごろ）の出身地でもある。カイロネイアの名門に生まれ、生涯の多くを故郷で送ったプルタルコスは、著作の中で何度かカイロネイアについて記している。

### 近現代
1818年には、「カイロネイアのライオン」と呼ばれる彫刻の断片が、イギリス人の旅行者によって発見されている。テーバイ神聖隊の埋葬記念碑としてつくられていた高さ約6mの像は、のちに組み立てなおされ、発見地に据えられている。
1879年から80年にかけて、P. Stamatakisによって、テーバイ人の大きな墓地が発掘されている。その23年後には、G. Soteriadis によって Magoula Balamenou が発掘された。

## 行政区画

リヴァディア市（2011年以後）

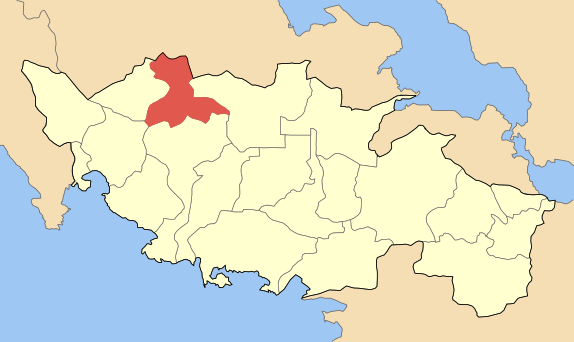
ヴィオティア県における旧ヘロニア市（1999年 - 2010年）

### 旧自治体（ディモティキ・エノティタ）
ヘロニア地区（Δημοτική ενότητα Χαιρώνειας）は、リヴァディア市を構成する行政区（ディモティキ・エノティタ）である。カリクラティス改革にともなう自治体統廃合（2011年1月施行）までは、ヴィオティア県に属する自治体・ヘロニア市（Δήμος Χαιρώνειας）であった。ヘロニア地区は以下のキノティタ（都市域・村落）および都市・集落から構成される。
表中の Δ.δ. は Δημοτικό διαμέρισμα の略であり、カポディストリアス改革による統廃合（1999年1月施行）以前の旧自治体に由来する区画である。[　]内は人口（2001年国勢調査）を示す。
| - Δ.δ. Χαιρωνείας ヘロニア [ 762 ] - η Χαιρώνεια ヘロニア [ 762 ] - Δ.δ. Αγίου Βλασίου [ 410 ] - ο Άγιος Βλάσιος [ 410 ] - Δ.δ. Ακοντίου [ 174 ] - το Ακόντιο [ 174 ] - Δ.δ. Ανθοχωρίου [ 308 ] - το Ανθοχώρι [ 308 ] | - Δ.δ. Βασιλικών [ 69 ] - τα Βασιλικά [ 69 ] - Δ.δ. Θουρίου [ 259 ] - το Θούριο [ 259 ] - Δ.δ. Προσηλίου [ 112 ] - το Προσήλιο [ 112 ] - Δ.δ. Προφήτου Ηλία [ 124 ] - ο Προφήτης Ηλίας [ 124 ] |

## 交通
ヘロニア地区（旧ヘロニア市域）を以下の交通網が通過している。

### 道路
自動車道路
- GR-3号線 (en) : 〔… - ラミア - パレオホリ〕- ヘロニア - 〔リヴァディア東方 - ティーヴァ - …〕[1]

### 鉄道
- ギリシャ国鉄
  - 幹線鉄道網（Major Rail network） : 標準軌
    - 〔… - ラリサ - ダヴリア〕- ヘロニア駅 - 〔リヴァディア - ティーヴァ - …〕

域内にアテネとテサロニキを結ぶ幹線のヘロニア駅（Σιδηροδρομικός Σταθμός Χαιρώνειας）があるほか、ダヴリア駅 (el:Σιδηροδρομικός Σταθμός Δαύλειας) も近い。

## 人物

### 出身者
- プルタルコス（46年ごろ - 127年ごろ） - 著述家